# عسل‌خوار زرد
عسل‌خوار زرد گونه‌ای پرنده از خانواده عسل‌خواران است. این پرنده بومی استرالیا است.
زیستگاه طبیعی این پرنده جنگلهای کم ارتفاع و جنگل‌های حرا نیمه‌گرمسیری و استوایی است.